# Charles Anneessens
Charles Anneessens (Ninove, 1 maart 1835 - Cannes, 2 februari 1903) was een Belgisch orgelbouwer, lid van de familie Anneessens.

## Levensloop
Charles was de oudste zoon van de stichter van het familiaal bedrijf, Pieter-Hubertus Anneessens. Hij bouwde in 1865 een eigen atelier in Geraardsbergen, voor de bouw van orgels, harmoniums en piano's. 
In het atelier waren rond 1880 45 personen tewerkgesteld: 1 bedrijfsleider, 2 bedienden en 42 arbeiders. Het bedrijf werkte reeds met stoomkracht.
In 1880 werd het atelier door brand geteisterd. Charles Anneessens was toen in volle voorbereiding om een groot vierklaviersorgel van 56 registers voor te stellen op de Nationale tentoonstelling van Brussel.
Op de Wereldtentoonstelling in Antwerpen in 1885 stelde hij een drieklaviersorgel met elektrisch Récit voor. Charles Anneessens was de eerste Belgische orgelbouwer die elektriciteit in de tractuur benutte.
Na nog enkele jaren in Geraardsbergen te hebben gewerkt, verhuisde Anneessens in 1893 naar Menen en het naburige Halluin, de Noord-Franse industriestad, net over de grens. Hij breidde zijn ateliers verder uit en stelde een honderdtal ambachtslui te werk. Vanaf 1893 bouwde Anneessens hoofdzakelijk pneumatische orgels. Zijn pneumatische tractuur werd voor het eerst toegepast in het orgel van Fontenay-aux-Roses (1893).
In 1896 nam hij het Engelse atelier Willis over.
Een reclamebrochure, uitgegeven omstreeks 1894, vermeldt niet minder dan 227 orgels. Dit omvat dus de volledige Geraardsbergse periode.
Zijn zoons Paul, Oscar en Jules Anneessens volgden hem op in de orgelbouw.

## Orgels
De werklijst van Charles Anneessens bevat bijna 350 instrumenten, waaronder minstens 200 nieuwbouw, en tal van herstellingen en transformaties.
Onder de talrijke orgels die het atelier produceerde zijn te vermelden:
- 1867: Ouwegem, Sint-Jan Baptistkerk
- 1866: Leupegem, Sint-Amanduskerk
- 1872: Ottergem (Erpe-Mere), Sint-Paulus-Bekeringkerk
- 1879: orgel dat in 1898 werd overgeplaatst naar de kapel van het Franciscanessenklooster in Dongen (Nederland)
- 1879: Breda, Sint-Martinuskerk
- 1882: Kathedraal van Namen, restauratie
- 1884: Antwerpen, Sint-Jacobskerk: 3 klavieren, onafhankelijk pedaal, 32 voet
- 1886: Oostende, Sint-Petrus-en-Pauluskerk
- 1886: Gent, Sint-Salvatorkerk: dit drieklaviers orgel werd tentoongesteld op de wereldtentoonstelling in Antwerpen het jaar voordien. Het reciet werkte elektrisch.
- 1987: Zwevegem, Sint-Amanduskerk, totale ombouw van het voormalige orgel, in 1987 opnieuw omgebouwd door orgelbouwer Bruggeman.
- 1888: Oostende, Casino-Kursaal
- 1889-1890: Geraardsbergen, Sint-Bartholomeuskerk (Geraardsbergen)
- 1892: Halluin, Saint-Hilairekerk, gerestaureerd in 2004-2006 door de firma Delmotte
- 1892: Rouen, Kerk van Saint-Maclou: nieuwbouw
- 1893: Fontenay-aux-Roses: eerste Anneessensorgel met pneumatische tractuur
- 1894: Kortrijk, Sint-Rochuskerk
- 1894: Kortrijk, Sint-Amanduscollege, later overgebracht naar Sint-Pietersabdij, Assebroek, Brugge
- 1894: Haarlem (Nederland), R.K. Kerk H. Adelarduskerk: 2 klavieren en zelfstandig pedaal

- s.d.: Brugge, Heilig Hartkerk, Vlamingstraat, later gedeeltelijk overgebracht naar Sint-Ritakerk, Moerkerke,

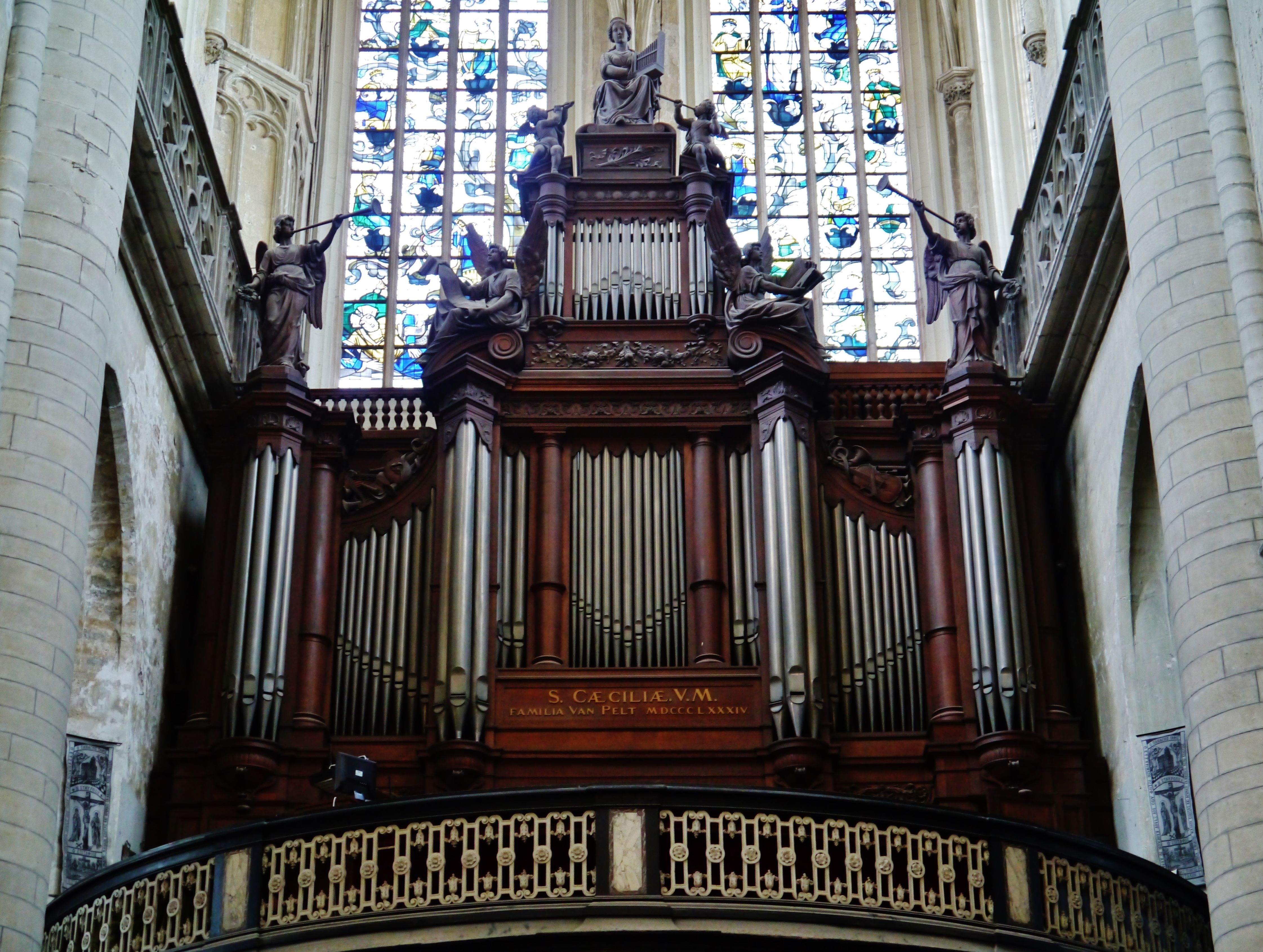
Antwerpen
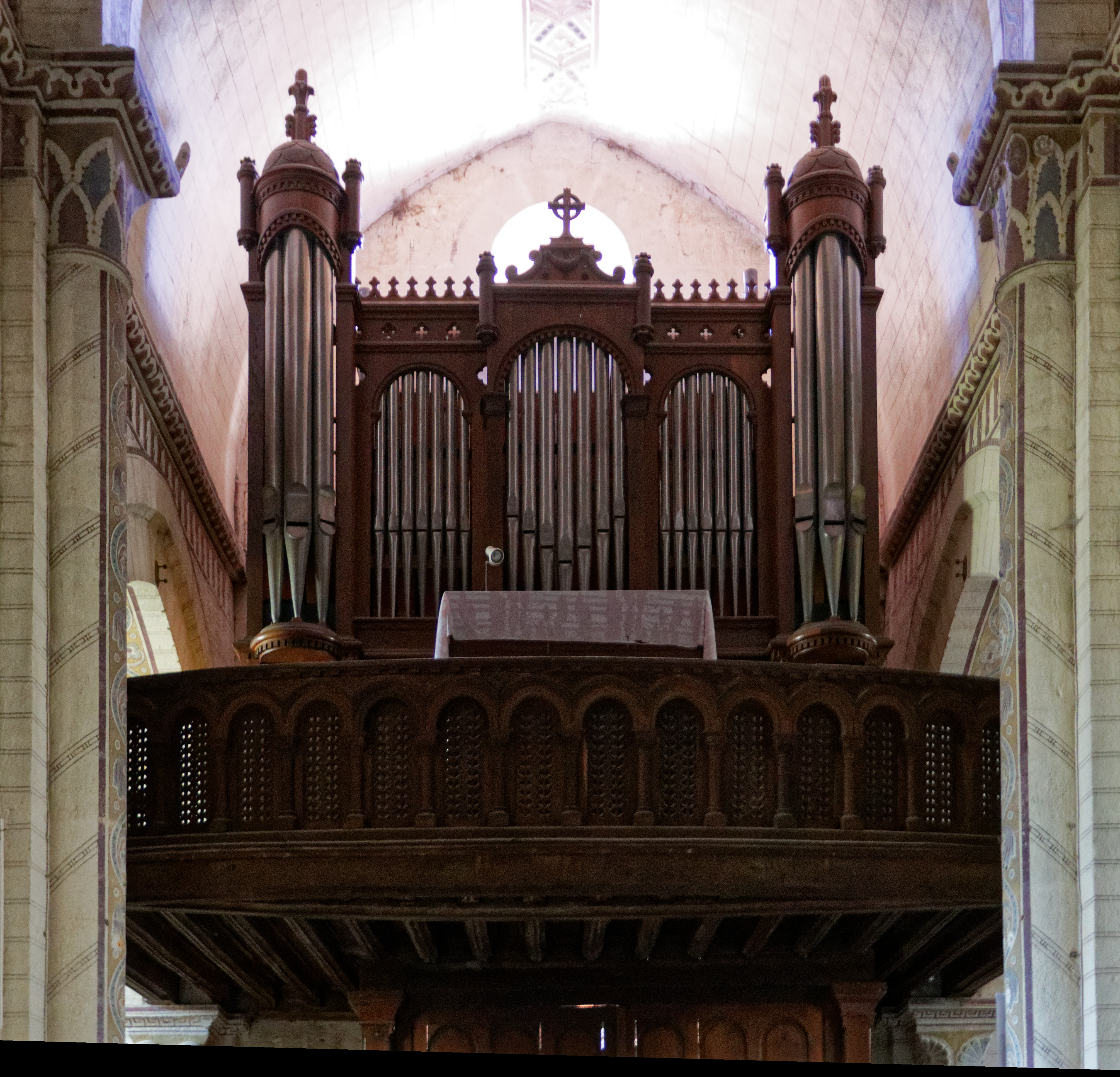
Bourbon l'Archambault
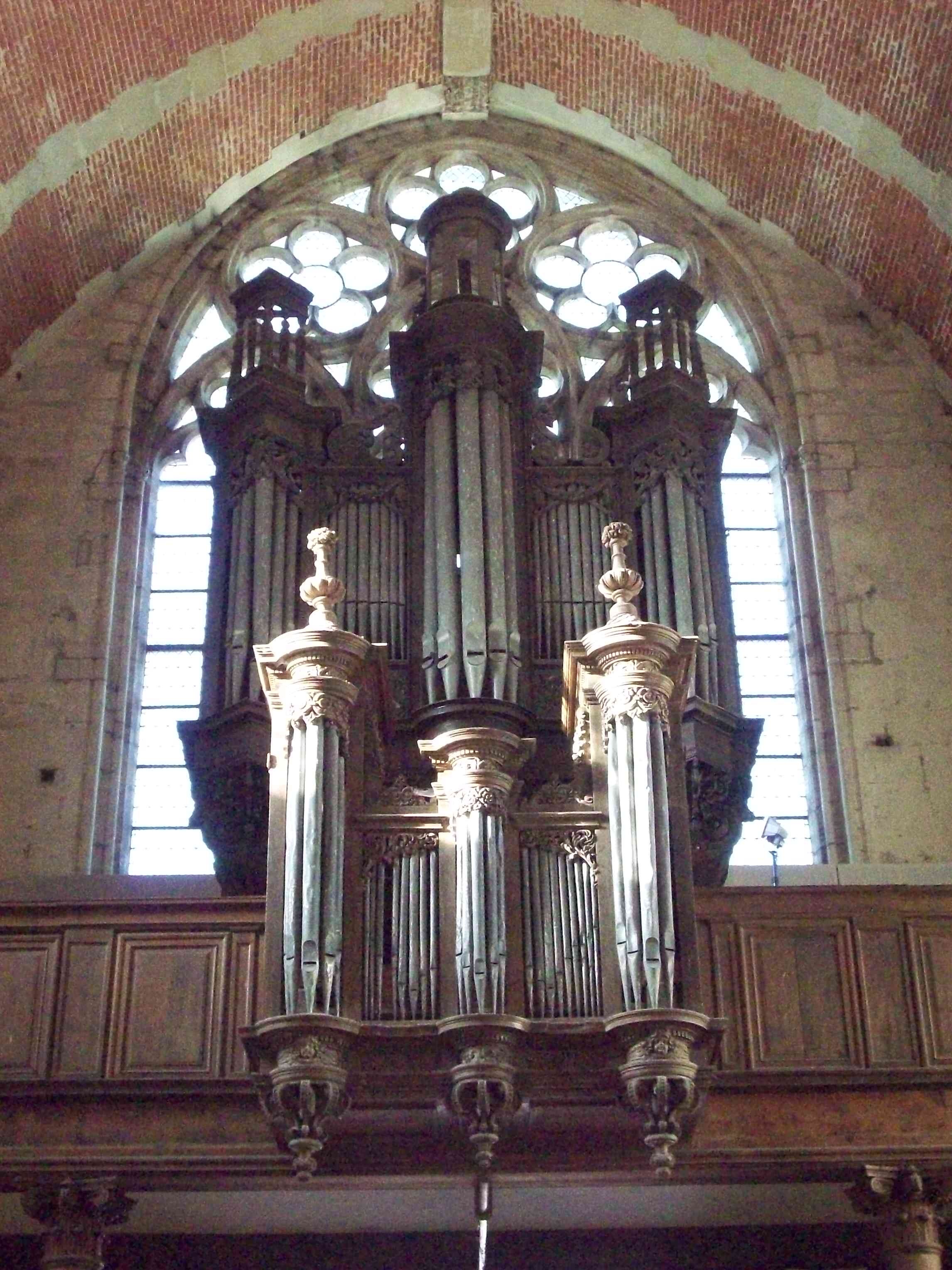
Écouis
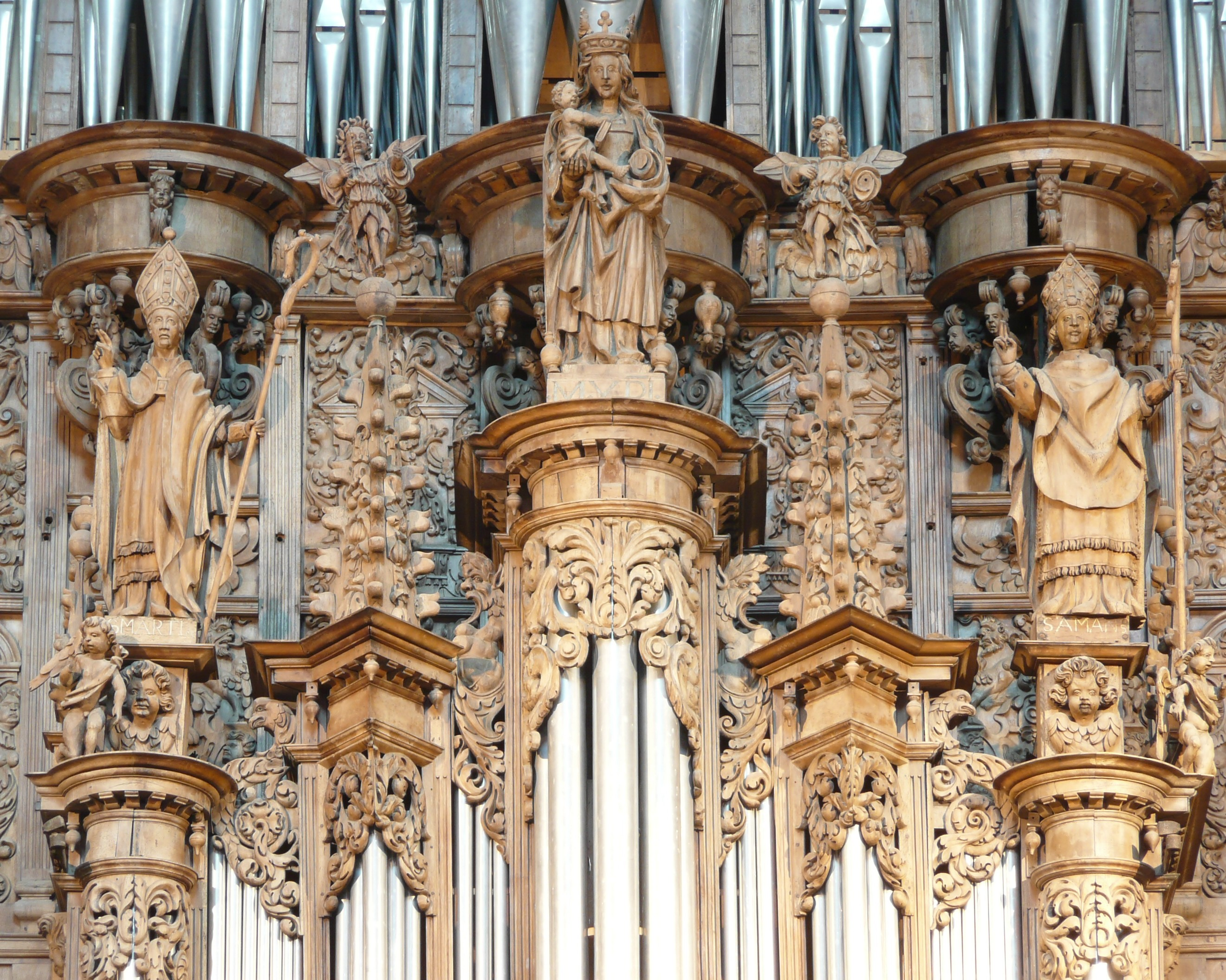
Rodez

## School van Anneessens
Tal van orgelmakers leerden het vak in de ateliers van Charles Anneessens, waaronder:
- zijn eigen zonen Paul Desirée (° Geraardsbergen, 22 december 1870), Oscar Charles (° Geraardsbergen, 13 november 1872) en Jules Alphonse Marie (° Geraardsbergen, 15 november 1876 - Menen, 3 augustus 1956)
- Constantinus Bourguignon
- Adolphus Gislenus Mahauden
- Josephus en Oscar Reygaert
- Franciscus Bernardus en Louis François Hooghuys
- de gebroeders Joris, die zich als orgelbouwers te Ronse zullen vestigen